# Ribnica Dio
Pour les articles homonymes, voir Ribnica.
Ribnica Dio (en cyrillique : Рибница Дио) est un village de Bosnie-Herzégovine. Il est situé dans la municipalité de Zavidovići, dans le canton de Zenica-Doboj et dans la fédération de Bosnie-et-Herzégovine. Selon les premiers résultats du recensement bosnien de 2013, il compte 1 095 habitants.

## Géographie
Le village est situé au bord de la rivière Krivaja, un affluent droit de la Bosna.

## Démographie

### Évolution historique de la population dans la localité
| 1948 | 1953 | 1961 | 1971  | 1981  | 1991  | 2013  |
| ---- | ---- | ---- | ----- | ----- | ----- | ----- |
| -    | -    | 969  | 1 089 | 1 343 | 1 437 | 1 095 |

|  |

### Communauté locale
En 1991, la communauté locale de Ribnica comptait 1 725 habitants, répartis de la manière suivante :